# Walter Posch
Walter Posch (* 15. Jänner 1954 in Mürzzuschlag) ist ein österreichischer Politiker (SPÖ) und ehemaliger Abgeordneter zum Österreichischen Nationalrat und Europäischen Parlament.

## Ausbildung und Beruf
Posch besuchte zwischen 1960 und 1964 die Volksschule und danach bis 1972 eine AHS. Er studierte im Anschluss Geschichte und Germanistik an der Universität Graz und schloss sein Studium 1979 mit dem akademischen Grad Mag. phil. ab. 1983 bis 1984 leistete Posch seinen Präsenzdienst ab.
Posch war 1979 bis 1986 Lehrer an einer Allgemeinbildenden höheren Schule und wurde 1986 Landesstellenleiter des Dr.-Karl-Renner-Instituts Kärnten. 1990 wechselte er an den Landesschulrat für Kärnten, an dem er bis 1994 tätig war.

## Politik
Posch war von 1985 bis 1991 Mitglied des Gemeinderates von Spittal an der Drau und ist seit 1991 Landesbildungsvorsitzender der SPÖ Kärnten. Er vertrat die SPÖ von 5. November 1990 bis 29. Oktober 2006 im Nationalrat. Posch war Menschenrechtssprecher des SPÖ-Parlamentsklubs. Zwischen dem 1. Jänner 1995 und dem 30. Juni 1995 war er zudem Abgeordneter des Europäischen Parlaments.

## Auszeichnungen
- 2001: Großes Goldenes Ehrenzeichen für Verdienste um die Republik Österreich[1]